# 秋庭悦子
秋庭 悦子（あきば えつこ、1948年7月10日 - ）は、消費生活アドバイザーで、内閣府原子力委員会委員（常勤）を務めた。

## 経歴・人物
石川県出身。早稲田大学商学部卒業。大手航空会社、ハウスメーカー、NTT関東支社等の勤務を経て、総合資源エネルギー調査会原子力安全・保安部会原子炉安全小委員会委員、関東地域エネルギー・温暖化対策推進会議委員、日本の森を育てる木づかい円卓会議委員、森林における生物多様性保全の推進方策検討会委員、グリーンコンシューマー東京ネット理事、非営利活動法人才の木理事、全国温暖化防止活動推進センター運営委員などを歴任。
1989年、消費生活アドバイザー資格取得。2005年、社団法人日本消費生活アドバイザー・コンサルタント協会常任理事。
電気事業連合会広報部のアドバイザリースタッフになったことがきっかけで、エネルギー問題に関心を持つようになる。2001年、あすかエネルギーフォーラム（東京都中央区、2003年に非営利活動法人格取得）を設立し、副代表、のち理事長となる。2007年3月-2010年3月、財団法人日本原子力文化振興財団理事。
2010年1月より原子力委員会委員（常勤）。2011年11月17日、原発推進側だけを集めた原子力委員会の秘密会議第1回「勉強会」に出席した。2014年あすかエネルギーフォーラム理事長再就任。2015年北陸電力監査役。

## 寄稿文
- 秋庭悦子, 浅田浄江, 小川順子「特別座談会 生活者の視点でエネルギーを考える」『婦人公論』第87巻第18号、中央公論新社、2002年9月、73-77頁、NAID 40005473687。
- 秋庭悦子, 石橋直子, 菊地千恵子「消費生活アドバイザー座談会 こんなところが不満&便利--今日の食品パッケージに物申す--生活者の実感から理想のパッケージを考察する」『パックピア』第49巻第1号、日報アイ・ビー、2005年1月、78-102頁、ISSN 09166629、NAID 40006612432。
- 近藤駿介, 村上陽一郎, 秋庭悦子「座談会 (特集 今後の原子力安全・保安行政のあり方について--原子力安全・保安院設置5周年を迎えて)」『経済産業ジャーナル』第39巻第1号、経済産業調査会、2006年1月、10-19頁、ISSN 13462172、NAID 40007103031。
- 秋庭悦子「随想 原子力の保全と消費者の理解」『保全学』第5巻第1号、日本保全学会、2006年4月、87-89頁、ISSN 13487795、NAID 40007269400。
- 秋庭悦子「高レベル放射性廃棄物ってどんなもの?」『広領域教育』第69号、広領域教育研究会、2008年7月、20-28頁、ISSN 03896986、NAID 40016988295。
- 秋庭悦子「顔の見える原子力白書」『日本原子力学会誌』第52巻第6号、日本原子力学会、2010年6月、315頁、doi:10.3327/jaesjb.52.6_315、ISSN 18822606、NAID 10026452204。
- 岩城智香子「話題の女性・おふたりとのダイバシティ・トーク : 科学技術・原子力における男女共同参画」『日本原子力学会誌』第52巻第8号、日本原子力学会、2010年8月、483-484頁、doi:10.3327/jaesjb.52.8_483、ISSN 18822606、NAID 10026552710。
- 秋庭悦子「南相馬の放射線教育」『日本原子力学会誌』第53巻第10号、日本原子力学会、2011年10月、664-665頁、doi:10.3327/jaesjb.53.10_664、ISSN 18822606、NAID 10029464745。